# Pokimane
Pokimane, настоящее имя — Иман Анис; (араб. إِيمَان أَنِيس‎; род. 14 мая 1996) — канадская интернет-знаменитость, летсплеер, стример сервиса Twitch и YouTube-блогер.

## Никнейм
Сетевой псевдоним Pokimane появился в результате сложения слова Pokémon с её настоящим именем Imane.

## Биография
Родилась 14 мая 1996 года в Марокко. В возрасте четырёх лет переехала вместе с семьёй в канадскую провинцию Квебек. Начала интересоваться компьютерными играми благодаря своему брату Мо. Первое время играла на Game Boy, Nintendo DS и Wii. В средней школе увлеклась ММО, а уже в старших классах познакомилась с сайтом Twitch.
Поступила в Макмастерский университет, где два года изучала химическое машиностроение, но от дальнейшего обучения отказалось, решив полностью сосредоточиться на стримах.
Pokimane сыграла эпизодическую роль в фильме «Главный герой», премьера которого состоялась в 2021 году.
В числе любимых отмечает такие игры как Fortnite и League of Legends, которые послужили заметному росту её аудитории. Также уделяет внимание продукции, популярной среди женщин и молодых игроков (Minecraft и т. д.)
По данным на 23 октября 2023 года, число фолловеров Pokimane на сайте Twitch составляло 9,4 млн, YouTube-канал, в свою очередь, насчитывал 6,63 млн подписчиков.